# Istituto Niels Bohr
Il Niels Bohr Institute (danese: Niels Bohr Institutet) è un istituto di ricerca dell'Università di Copenaghen. La ricerca svolta all'istituto comprende i settori di astronomia, geofisica, gravitazione, nanotecnologia, fisica delle particelle, meccanica quantistica e biofisica.

## Storia
L'Istituto è stato fondato nel 1921, come Istituto di Fisica Teorica dell'Università di Copenaghen, dal fisico teorico danese Niels Bohr, che faceva parte del personale dell'Università di Copenaghen dal 1914 e che da allora aveva esercitato pressioni per la sua creazione. Nell'ottantesimo anniversario della nascita di Niels Bohr - 7 ottobre 1965 - l'Istituto divenne ufficialmente l'Istituto Niels Bohr. Gran parte del suo finanziamento originale proveniva dalla fondazione di beneficenza del birrificio Carlsberg e successivamente dalla Fondazione Rockefeller.
Durante gli anni '20 e '30, l'Istituto era il centro delle discipline in via di sviluppo della fisica atomica e della fisica quantistica. Fisici provenienti da tutta Europa e da tutto il mondo visitavano spesso l'Istituto per conferire con Bohr su nuove teorie e scoperte. L'interpretazione di Copenaghen della meccanica quantistica prende il nome dal lavoro svolto presso l'Istituto durante questo periodo.
Dopo la morte del padre nel 1962, Aage Bohr gli succedette come direttore dell'Istituto Niels Bohr, carica che mantenne fino al 1970. Rimase attivo lì fino al ritiro nel 1992.
Il 1 gennaio 1993 l'istituto è stato fuso con l'Osservatorio Astronomico, il Laboratorio Ørsted e l'Istituto Geofisico. Il nuovo istituto risultante mantenne il nome Niels Bohr Institute.
La Società europea di fisica ha dichiarato il Niels Bohr Institute come sito storico dell'EPS di grande importanza internazionale per gli sviluppi della fisica e della ricerca il 3 dicembre 2013.

### DARK
Il Dark Cosmology Center (DARK) è un centro di ricerca astrofisica di eccellenza presso il Niels Bohr Institute, incentrato sull'universo oscuro. Si occupa dello studio della materia oscura e dell'energia oscura, quando si sono formati stelle e buchi neri e studia inoltre il ruolo della polvere cosmica.

### Cosmic DAWN
Il Cosmic Dawn Center è una collaborazione tra l'Università di Copenaghen e il National Space Institute presso l'Università tecnica della Danimarca.

## Premi e riconoscimenti

### Medaglia d'onore
Nel 2010, anno del 125 ° anniversario della nascita di Niels Bohr, l'Istituto ha istituito la Medaglia d'Onore dell'Istituto Niels Bohr. Si tratta di un premio annuale per "un ricercatore particolarmente eccezionale che lavora nello spirito di Niels Bohr: cooperazione internazionale e scambio di conoscenze".
La medaglia è stata realizzata dallo scultore danese Rikke Raben per il Niels Bohr Institute. Sul davanti c'è un ritratto di Niels Bohr, il segno dell'atomo e le stelle. L'illustrazione sul retro è ispirata a una citazione di Bohr: da cosa dipendiamo noi esseri umani? Dipendiamo dalle nostre parole. Siamo sospesi nel linguaggio. Il nostro compito è comunicare esperienze e idee agli altri. Sul retro della medaglia: Unity of Knowledge - il titolo di una conferenza tenuta da Bohr alla Columbia University nel 1954. Nosce te ipsum è latino e significa "conosci te stesso". Questa citazione ha origine dall'Oracolo di Delfi, nel Tempio di Apollo in Grecia.
vincitori:
- 2010: Leo Kadanoff
- 2011: Andre Geim
- 2012: Juan Ignacio Cirac Sasturain
- 2013: Fabiola Gianotti
- 2014: Jérôme Chappellaz
- 2015: Brian Schmidt
- 2016: Gerard 't Hooft
- 2017: Jürgen Schukraft
- 2019: David R. Nelson
- 2020: Paul J. Steinhardt
- 2021: Jun Ye